# Colchicum manissadjianii
Colchicum manissadjianii är en tidlöseväxtart som först beskrevs av Georges Vincent Aznavour, och fick sitt nu gällande namn av Karin Persson. Colchicum manissadjianii ingår i släktet tidlösor, och familjen tidlöseväxter. Inga underarter finns listade i Catalogue of Life.